# Peru (Nowy Jork)
Peru – miasto w Stanach Zjednoczonych, w stanie Nowy Jork, w hrabstwie Clinton.